# Pluto (Mutter des Tantalos)
Pluto (altgriechisch Πλουτώ Ploutṓ) ist in der griechischen Mythologie die Tochter des Kronos und durch Zeus die Mutter des Tantalos.
Ein Scholion zu Euripides’ Orest nennt hingegen Tmolos als Gatten der Pluto und Vater des Tantalos.